# Inverst element
Ett inverst element är inom matematiken en speciell typ av element i en mängd med avseende på en binär operator på mängden samt ett neutralt element tillhörande mängden. Termen inverst element förkortas oftast till invers.
Om e är ett neutralt element till (S,*) och a * b = e, då kallas a för vänsterinvers till b och b kallas högerinvers till a. Om ett element x både är en vänsterinvers och en högerinvers till y, då kallas x en tvåsidig invers, eller helt enkelt en invers, till y.
Som med neutrala element är det möjligt för ett element y att ha flera vänsterinverser eller flera högerinverser. y kan till och med ha flera vänsterinverser och flera högerinverser. Om operatorn * är  associativ, och y har både en höger- och en vänsterinvers, så är de lika.
Det inversa elementet används ofta för att lösa ekvationer; de enklaste fallen är:
{\displaystyle ax=b\Leftrightarrow x=a^{-1}b} och
{\displaystyle xa=b\Leftrightarrow x=ba^{-1}},
där {\displaystyle a^{-1}} är en vänster- eller högerinvers till a i första respektive andra ekvationen.